# Bandardawung
Bandardawung is een bestuurslaag in het regentschap Karanganyar van de provincie Midden-Java, Indonesië. Bandardawung telt 3644 inwoners (volkstelling 2010).